# Kostel Nejsvětější Trojice (Libníč)
Kostel Nejsvětější Trojice je římskokatolický kostel v obci Libníč, v okrese České Budějovice.

## Historie
První zmínky o sakrální stavbě v tomto místě pocházejí z roku 1691. Vznikla zde dřevěná kaple u místních lázní, kde se mimo jiné léčil i jejich majitel Jan Adolf I. ze Schwarzenbergu. V letech 1714–1720 probíhala přestavba dřevěné kapličky na zděnou osmibokou kapli s centrální věžičkou nesoucí jeden zvon. Ten je doložen již 17. srpna 1714, kdy byl předán požadavek na Hlubokou, aby opat Zlaté Koruny (pozn. tehdy Gerhard Pauer) vysvětil zvonek od zvonaře Josefa Haaga z Českých Budějovic. Dopis uvádí, že plášť vyobrazuje morové patrony svatého Rocha, svatou Rozálii a svatého Šebestiána. Za lokalisty Ignáce Nedbala (bez bližšího časového upřesnění) jsou evidovány dva zvony velké a jeden malý.
V roce 1788 byla kaple rozšířena na kostel zvětšením hlavní lodi, dostavbou věže a sakristie. Stavbu navrhl architekt Pavel Ignác Bayer. V roce 1855 byl už jako kostel povýšen na farní. V únoru 1868 již patrně původní malý zvon neexistoval, neboť tehdejší prostřední zvon z roku 1724, který praskl, byl popisován jako nejstarší dochovalý. Z toho důvodu byl předán k přelití Lineckému zvonaři Františku Hollenderovi. Dále byl od Hollendera objednán ještě další menší zvon (pro zachování souzvuku) namísto „malého klinčete (toliko 20 liber)“, které bylo prodáno Borku za 14 zlatých a 30 krejcarů. 29. srpna 1868 dorazily z Lince zvony P. Marie vážící 134 liber a sv. Panna Barbora, vážící 58 liber. 14. září 1916 byly rekvírovány dva větší zvony o hmotnosti 238 a 71,50 kg (druhý by odpovídal většímu Hollenderově zvonu), zůstal jen umíráček vážící asi 30 kg (hmotnost by odpovídala menšímu Hollenderově zvonu). 21. května 1923 provedl biskup Šimon Bárta slavnostní svěcení tří nových zvonů laděných do D dur: Nejsvětější Trojice (218 kg, „Ke cti a chvále Boží věnovali tyto zvony osadníci Libničtí“), Panna Maria (100 kg, „Svatá Maria, oroduj za nás!“) a sv. Josef (59 kg, „Sv. Josefe, pros za nás v hodinu smrti!“). Stály 15 710 Kč
Postupem času se však jeho existence začala vytrácet z povědomí. V polovině 20. století přestala být obsazována sídelním duchovním správcem. Kolem let 1945–1989 byl kostel skoro zdevastován tehdejším režimem. Kostel od roku 1989 náleží římskokatolické církvi, která se ho snaží postupně zrekonstruovat. V letech 2011–2013 byla díky dotacím z programu rozvoje venkova opravena střecha a přistavěn malý přístavek u věže a postupem se též našly peníze na odvodňovací strouhu. Věž byla opatřena měděnou krytinou. Farnost je administrována z Lišova a je otevřena jen příležitostně.